# رادود

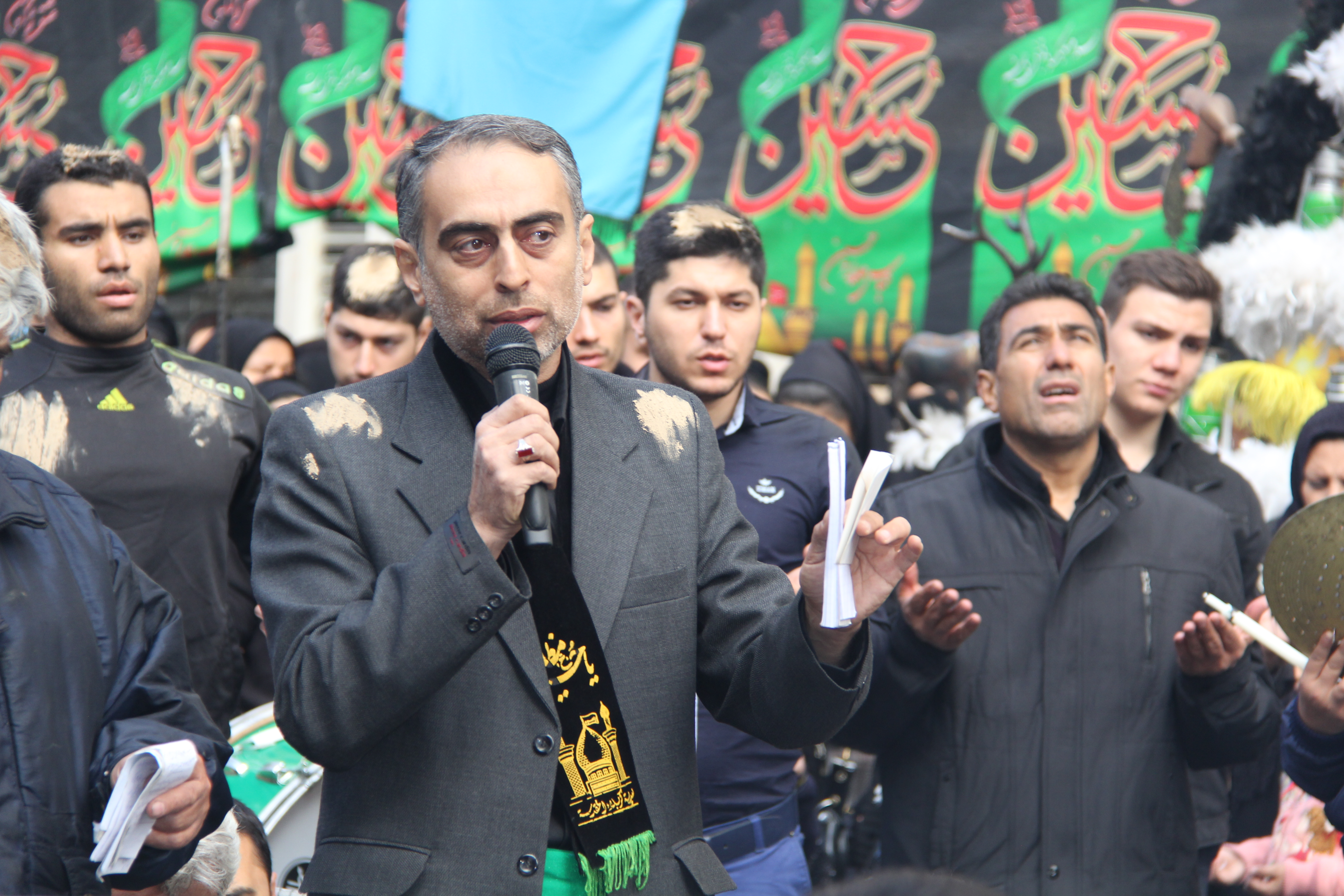

الرادود هو منشد ديني إسلامي شيعي يعمل عادة في الحسينيات وأماكن تجمع المسلمين الشيعة ويقرأ وينشد أشعارًا بلغات متنوعة، تتحدث عن أئمة الشيعة، وخصوصًا الحسين بن علي. ومنهم أنواع كثيرة، بعضهم للطم (اللطمية) والبعض للنعي، وهناك المقتل والكعدية والسامري والكربلائي والنجفي والركباني والهوسات وأيضاً بالأفراح كعيد الغدير وشهر شعبان وقراء في العراق والكويت والبحرين وعمان ولندن .